# Alto Palancia
Alto Palancia Spanyolországban, Valencia Castellón tartományában található comarca. Alto Palancia Alto Mijares, Camp de Morvedre, Camp de Túria, Plana Baixa és Los Serranos comarcákkal határos. Lakosainak száma 25 571 fő (2024).

## Önkormányzatai
| Önkormányzat         | Lakosság | Terület | Népsűrűség |
| -------------------- | -------- | ------- | ---------- |
| Segorbe              | 9.073    | 106,08  | 85,53      |
| Villa de Altura      | 3.647    | 129,56  | 28,15      |
| Jérica               | 1.599    | 78,28   | 20,43      |
| Viver                | 1.558    | 49,93   | 31,20      |
| Soneja               | 1.476    | 29,10   | 50,72      |
| Castellnovo          | 1.003    | 19,20   | 52,24      |
| Navajas              | 765      | 7,89    | 96,96      |
| Caudiel              | 700      | 62,38   | 11,22      |
| Geldo                | 651      | 0,56    | 1.162,50   |
| Sot de Ferrer        | 428      | 8,64    | 49,54      |
| Bejís                | 399      | 42,35   | 9,42       |
| Chovar               | 327      | 18,31   | 17,86      |
| Azuébar              | 325      | 23,40   | 13,89      |
| Algimia de Almonacid | 281      | 20,33   | 13,82      |
| Teresa               | 277      | 19,89   | 13,93      |
| Almedíjar            | 275      | 20,90   | 13,16      |
| Vall de Almonacid    | 262      | 21,12   | 12,41      |
| El Toro              | 251      | 109,95  | 2,28       |
| Torás                | 231      | 16,78   | 13,77      |
| Gaibiel              | 205      | 18,08   | 11,34      |
| Barracas             | 181      | 42,15   | 4,29       |
| Benafer              | 170      | 17,03   | 9,98       |
| Pina de Montalgrao   | 129      | 31,60   | 4,29       |
| Matet                | 95       | 14,89   | 6,38       |
| Higueras             | 91       | 11,84   | 7,69       |
| Sacañet              | 80       | 30,50   | 2,62       |
| Pavías               | 74       | 14,41   | 5,14       |